# Bungotakada
Bungotakada (豊後高田市, Bungotakada-shi) is een stad in de prefectuur Oita, Japan.
De stad heeft 18.239 inwoners (2003) en een bevolkingsdichtheid van 146,42 inwoners per km². Het beslaat een gebied van 124,57 km².
De stad is op 31 mei 1954 gesticht.
Bungotakada is bekend om haar negi.
Steden:
Beppu · Bungo-Ōno · Bungotakada · Hita · Kitsuki · Kunisaki · Nakatsu · Ōita (hoofdstad) · Saiki · Taketa · Tsukumi · Usa · Usuki · Yufu

Districten:
Hayami · Higashikunisaki · Kusu
Gemeenten per district